# Терський район (Мурманська область)
Те́рський райо́н (рос. Терский район) — муніципальний район у складі Мурманської області, Росія. Адміністративний центр — смт Умба.

## Адміністративний поділ
Район адміністративно поділяється на міське та сільське поселення:
| Поселення                    | Площа, км² | Населення, осіб | Рік  | Центр   | Населені пункти |
| ---------------------------- | ---------- | --------------- | ---- | ------- | --------------- |
| Умбське міське поселення     | -          | 5559            | 2010 | Умба    | 2               |
| Варзузьке сільське поселення | -          | 729             | 2010 | Варзуга | 8               |